# Ken Shamrock
Kenneth Wayne «Ken» Shamrock, nacido como Kenneth Wayne Kilpatrick (Warner Robins, Georgia; 11 de febrero de 1964), es un artista marcial mixto y exluchador profesional estadounidense. Actualmente trabaja como embajador para la empresa WWE. Integrante del Salón de la Fama de la UFC, Shamrock surgió como una de las estrellas de MMA más grandes en la historia, siendo parte principal de carteleras en más de quince eventos principales y coprincipales en Pancrase, Ultimate Fighting Championship y PRIDE Fighting Championships en el curso de su carrera y con un poder de convocatoria en numerosos pago por visión.
Shamrock es ampliamente considerado como una figura legendaria e icono en el deporte de artes marciales mixtas. Ha encabezado más de 15 eventos principales y coprincipales en organizaciones en Estados Unidos y Japón. Además, también fue uno de los primeros luchadores en utilizar el estilo shoot wrestling en su país natal, y WWE le atribuye la popularización de la llave de sumisión Ankle lock.

## Carrera como artista marcial mixto

### Pancrase Hybrid Wrestling (1993–1996)
Los inicios de Shamrock en las artes marciales mixtas se originó en la lucha libre profesional japonesa, en la organización Fujiwara Gumi. El 4 de octubre de 1992, en el Tokyo Dome, tuvo lugar un combate legítimo entre "Wayne" Shamrock y el campeón de kickboxing Don Nakaya Nielsen. Shamrock sometieo a Nielsen con una llave de brazo en 45 segundos. El éxito de este combate hizo que los jóvenes luchadores profesionales afines a Shamrock, Masakatsu Funaki y Minoru Suzuki, se cuestionasen la creencia común de que el público no quería ver combates reales.

### Ultimate Fighting Championship (1993–1996)
Después de los primeros tres shows en Pancrase, Shamrock regresó a los Estados Unidos para luchar en la recién formada Ultimate Fighting Championship (UFC), tan sólo cuatro días antes de estar en combates de Japón. Masakatsu Funaki se desempeñó como entrenador principal de Shamrock para el evento. El evento se llevó a cabo bajo un formato de torneo de una sola noche con normas mínimas (en contraste con Pancrase, que consistía en normas amplias y un acuerdo de caballeros para no golpear en el suelo). El primer rival de Shamrock fue Patrick Smith. En los primeros segundos de la pelea, Smith se adelantó y lanzó una patada, pero Shamrock detuvo su patada de un derribo de piernas. Tras aporrearlo y ganar algo de terreno en el combate, Shamrock tomó la pierna derecha de Smith y se dejó caer hacia atrás, aplicando un gancho en el tobillo, logrando la rendición de Smith.

#### Shamrock vs. Gracie
El oponente de Shamrock en la semifinal de UFC 1 fue Royce Gracie.

#### Dejando las AMM por la World Wrestling Federation
Después de UFC 9, el senador estadounidense John McCain tuvo éxito en sacar UFC de las emisiones de pay-per-view de numerosos sistemas de cable, incluyendo cable TCI, que causó mucho daño a los ingresos de pago por visión.
A pesar de no competir en UFC como un luchador, mientras que con la WWF, Shamrock continuó entrenando a los luchadores de Lion Den en la UFC e incluso entrenó a Mark Coleman en el UFC 18. Shamrock dejó las AMM con un récord profesional de 23 victorias, 5 derrotas (tres de las cuales se rumorea que fue predeterminado) y 2 empates.

## Carrera como luchador profesional

### Inicios
En 1988, Shamrock se formó como luchador profesional en virtud de Bob Sawyer, Buzz Sawyer y Nelson Royal. Debutó en 1990 en la promoción South Atlantic Pro Wrestling con base en Charlotte, Carolina del Norte bajo el nombre de Wayne Shamrock. Más tarde cambió su nombre en el ring a sólo Shamrock y se volvió heel, adoptando el sobrenombre de "Mr. Wrestling". En 1990, Shamrock viajó a Japón, donde compitió en la Universal Wrestling Federation y su promoción sucesora, la Pro Wrestling Fujiwara Gumi.
Su primer contacto con las artes marciales mixtas se produjo tras el éxodo de sus mentores Minoru Suzuki y Masakatsu Funaki de la promoción de Fujiwara para fundar una de las asociaciones japonesas de formación de artes marciales mixtas, Pancrase. Más tarde, regresó a Estados Unidos para competir en el Ultimate Fighting Championship.
Shamrock se divide el tiempo entre las dos organizaciones hasta 1996, tras lo cual regresó a la lucha libre profesional, firmando un contrato con la World Wrestling Federation.

### World Wrestling Federation (1997–1999)

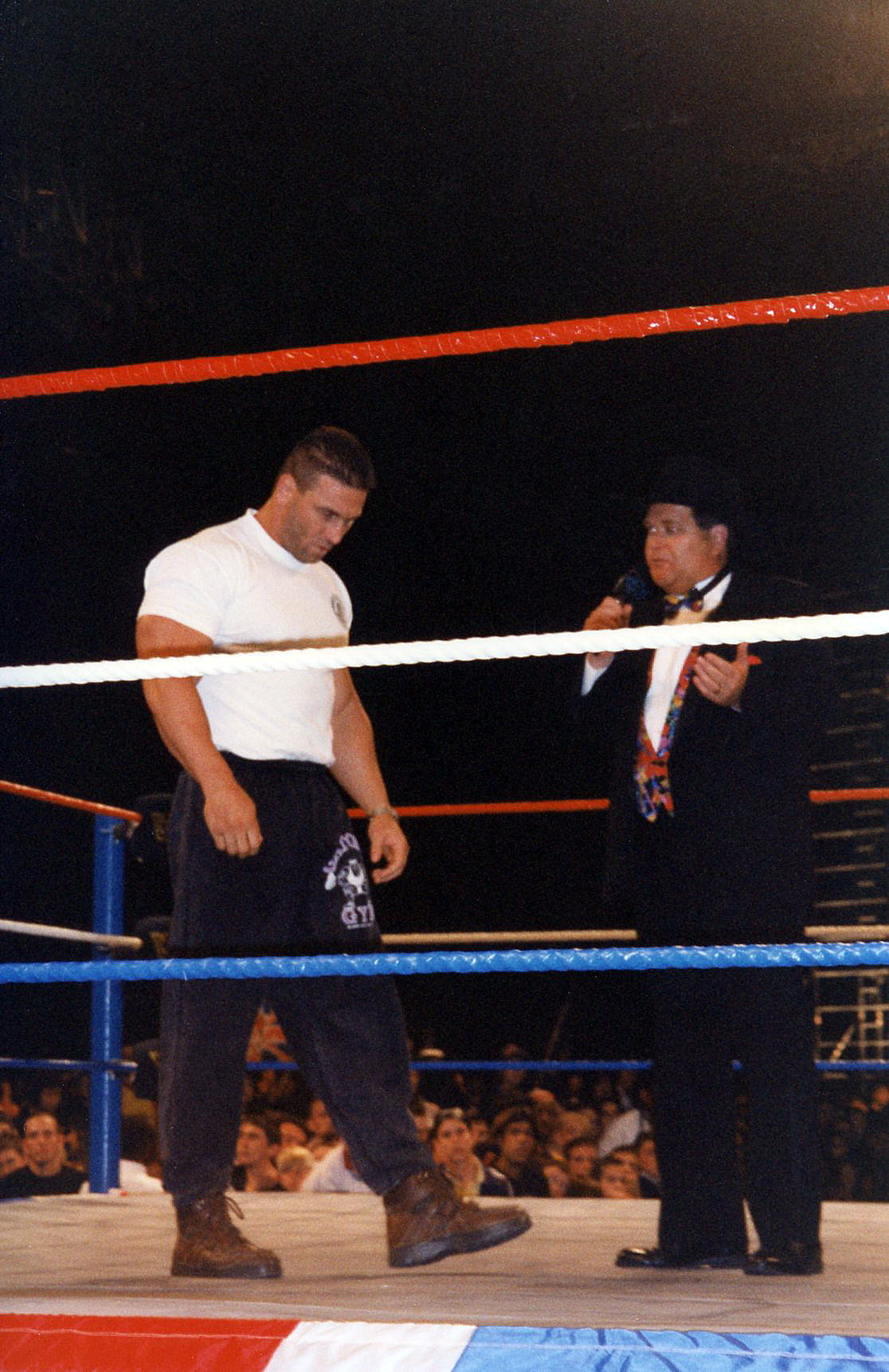
Shamrock en la WWF en 1997, siendo entrevistado por Jim Ross.

Shamrock hizo su debut en Monday Night Raw de la WWF el 24 de febrero de 1997. El 23 de marzo de 1997, Shamrock, identificado como Ken Shamrock y anunciado como "El Hombre Más Peligroso del Mundo", llamado así por la ABC News, arbitró un submission match entre Bret Hart y Steve Austin en WrestleMania 13.
Shamrock regresó al ring después de WrestleMania, manteniendo un squash ante Vernon White (uno de sus estudiantes de Lion Den) en su lucha de debut en la WWF. Continuó su feudo con Vader, Bret Hart y The Hart Foundation a lo largo de 1997, que culminó en una pelea entre Shamrock y The British Bulldog en SummerSlam de 1997, donde perdió Shamrock después de negarse a renunciar a un estrangulamiento, a raíz de esto Shamrock se comportó como un loco después de haber sido abofeteado en toda la cara con un puñado de alimento para perros por parte de The British Bulldog. Bret Hart dijo, antes del incidente de Montrel, que Shamrock era un candidato para ser el campeón de la WWF. Shamrock se enfrentó a Shawn Michaels por el título de la WWF en el evento In Your House de diciembre de 1997, Ken ganó el combate por descalificación de Shawn Michaels después de que Triple H y Chyna interfiriesen en el combate.
A inicios de 1998, Shamrock empezó un feudo por el WWF Intercontinental Championship The Rock. Él perdió por descalificación en el Royal Rumble de 1998. En Wrestlemania XIV Shamrock volvió a ser derrotado ante The Rock (Rocky Mavia), a pesar de eso Shamrock siguió aplicando a The Rock su famoso remate ankle lock (movimiento que también utilizan Kurt Angle y Jack Swagger entre otros)
En el evento King of ring de 1998 Ken shamrock ingreso al torneo del rey del ring derrotando a varios luchadores llegando a la final donde se reencontraria con the rock  donde finalmente lo derrotaría y se proclamará  ganador del torneo y de paso una nueva oportunidad por el máximo título de la World Wrestling Federation

### Ring of Honor (2002)
Shamrock regresó a la lucha libre profesional en marzo de 2002 tras ser anunciado como "el hombre más peligroso del mundo", arbitrando un combate en Ring of Honor entre Bryan Danielson y Low-Ki.

### Total Nonstop Action Wrestling/Impact Wrestling (2002, 2004, 2019-2021)
En mayo de 2002, firmó un contrato por un año con la recién formada promoción Total Nonstop Action Wrestling. En el pago por visión inaugural de la TNA el 19 de junio, Shamrock ganó el vacante Campeonato Mundial Peso Pesado de la NWA en un combate Gauntlet for the Gold, y es reconocido como el primer Campeón Mundial de la TNA. Después de un feudo con Jerry Malice por varias semanas, Shamrock dejó la TNA poco después de ser derrotado por el título ante Ron Killings el 7 de agosto. Regresó brevemente a la TNA en junio de 2004 como un aliado de Jeff Jarrett antes de salir una vez más de la empresa y de la lucha profesional.
En agosto de 2019, se anunció que Shamrock regresaría a Impact, anteriormente conocido como TNA, por primera vez desde 2004. Regresó en las grabaciones de televisión del 5 y 6 de septiembre en Las Vegas, Nevada y continuó su enemistad con Moose que comenzó a través de las redes sociales.

### Regreso a WWE (2024-presente)
Shamrock había anunciado que volvería a firmar con la ahora renombrada WWE el 19 de septiembre de 2024 bajo un Contrato de Leyendas durante su entrevista con Chris Van Vliet.

## Vida personal
Shamrock es de ascendencia irlandesa. Él y su hermano adoptivo Frank tenían una relación distanciada. Ken ha afirmado que Frank maltrataba a su padre adoptivo Bob, mientras que Frank afirma que la razón de la pelea con Ken se debe a su sensación de que él estaba tratando de evitar que su carrera progresara. Sin embargo, como se señaló en el documental de 2013 de Frank para Spike TV, Bound by Blood, ambos se han reconciliado.
Shamrock se ha casado dos veces. Su primer matrimonio con Tina Ramírez terminó en divorcio a principios de 2004. Juntos tienen cuatro hijos: Ryan Robert (nacido el 24 de noviembre de 1988), Connor Kenneth (nacido el 26 de septiembre de 1991), Sean Garret (nacido el 15 de junio de 1993) y una hija, Fallon Marie (nacida el 12 de julio de 1996). En 2005, Shamrock se casó con una mujer llamada Tonya a quien conocía desde la infancia. Ahora es el padrastro de sus tres hijos. En total, Shamrock tiene siete hijos y diez nietos.

## Campeonatos y logros
| - Ultimate Fighting Championship - Salón de la Fama de UFC - Campeón Superfight UFC (1 vez, el primero) - Dos defensas exitosas del título - Único peleador en defender el Campeonato Superfight UFC - Pelea más larga en la historia de UFC (UFC 5; 36 minutos) - UFC Premio Elección del Visor - Ultimate Ultimate 1996 (Semifinalista) - UFC 1 (Semifinalista) - UFC 3 (Finalista) - Primer peleador en defender un título - Primera inducción al Salón de la Fama de UFC (con Royce Gracie) - Primer peleador (con Royce Gracie) en empatar una pelea en UFC - Pancrase Hybrid Wrestling - King of Pancrase (1994) - Torneo King of Pancrase (Ganador) - Una defensa exitosa del título - Seis victorias sobre otros campeones de Pancrase - Primer campeón en la historia de Pancrase - PRIDE Fighting Championships - PRIDE GP 2000 Finals Superfight (Ganador) - Black Belt Magazine - Peleador Full-Contact del Año (2000) - World Mixed Martial Arts Association - Campeón de Peso Pesado (1 vez) - Wrestling Observer Newsletter awards - 2002 Feudo del Año 2002 vs. Tito Ortiz - 2006 Feudo del Año 2006 vs. Tito Ortiz - South Atlantic Pro Wrestling - SAPW Heavyweight Championship (1 vez) - Total Nonstop Action Wrestling/Impact Wrestling - NWA World Heavyweight Championship (1 vez) - Impact Hall of Fame (2020) - World Wrestling Federation - WWF Intercontinental Championship (1 vez) - WWF Tag Team Championship (1 vez) – con Big Boss Man - King of the Ring (1998) |

## Récord

### Artes marciales mixtas
| Resultado | Récord  | Oponente               | Método                               | Evento                                              | Fecha                    | Ronda | Tiempo | Localización                  | Notas                                                                                           |
| --------- | ------- | ---------------------- | ------------------------------------ | --------------------------------------------------- | ------------------------ | ----- | ------ | ----------------------------- | ----------------------------------------------------------------------------------------------- |
| Derrota   | 28–17–2 | Royce Gracie           | TKO (rodillazo en el suelo y golpes) | Bellator 149                                        | 19 de febrero de 2016    | 1     | 2:22   | Houston, Texas                | Regreso al peso semipesado.                                                                     |
| Derrota   | 28–16–2 | Kimbo Slice            | TKO (golpes)                         | Bellator 138                                        | 19 de junio de 2015      | 1     | 2:22   | San Luis, Misuri              |                                                                                                 |
| Derrota   | 28–15–2 | Mike Bourke            | TKO (lesión en la pierna)            | King of the Cage: Platinum                          | 25 de noviembre de 2010  | 1     | 2:00   | Durban                        |                                                                                                 |
| Victoria  | 28–14–2 | Johnathan Ivey         | Decisión (unánime)                   | USA MMA: Return of the Champions                    | 16 de octubre de 2010    | 3     | 5:00   | Lafayette, Luisiana           |                                                                                                 |
| Derrota   | 27–14–2 | Pedro Rizzo            | TKO (patadas a las piernas y golpes) | Impact FC 2                                         | 18 de julio de 2010      | 1     | 3:33   | Sídney                        |                                                                                                 |
| Victoria  | 27–13–2 | Ross Clifton           | Sumisión (armbar)                    | WarGods: Valentine's Eve Massacre                   | 13 de febrero de 2009    | 1     | 1:00   | Fresno, California            | Shamrock dio positivo por esteroides después de la pelea.                                       |
| Derrota   | 26–13–2 | Robert Berry           | TKO (golpes)                         | Cage Rage 25                                        | 8 de marzo de 2008       | 1     | 3:26   | Londres                       |                                                                                                 |
| Derrota   | 26–12–2 | Tito Ortiz             | TKO (golpes)                         | Ortiz vs. Shamrock 3: The Final Chapter             | 10 de octubre de 2006    | 1     | 2:23   | Hollywood, Florida            |                                                                                                 |
| Derrota   | 26–11–2 | Tito Ortiz             | TKO (codazos)                        | UFC 61                                              | 8 de julio de 2006       | 1     | 1:18   | Las Vegas, Nevada             |                                                                                                 |
| Derrota   | 26–10–2 | Kazushi Sakuraba       | TKO (golpe)                          | PRIDE 30                                            | 23 de octubre de 2005    | 1     | 2:27   | Saitama                       |                                                                                                 |
| Derrota   | 26–9–2  | Rich Franklin          | TKO (golpes)                         | The Ultimate Fighter 1 Finale                       | 9 de abril de 2005       | 1     | 2:42   | Las Vegas, Nevada             |                                                                                                 |
| Victoria  | 26–8–2  | Kimo Leopoldo          | KO (rodillazo)                       | UFC 48                                              | 19 de junio de 2004      | 1     | 1:26   | Las Vegas, Nevada             |                                                                                                 |
| Derrota   | 25–8–2  | Tito Ortiz             | TKO (parada del equipo)              | UFC 40                                              | 22 de noviembre de 2002  | 3     | 5:00   | Las Vegas, Nevada             | Por el Campeonato de Peso Semipesado de UFC.                                                    |
| Derrota   | 25–7–2  | Don Frye               | Decisión (dividida)                  | PRIDE 19                                            | 24 de febrero de 2002    | 3     | 5:00   | Saitama                       |                                                                                                 |
| Victoria  | 25–6–2  | Sam Adkins             | Sumisión (kimura)                    | WMMAA 1: Megafights                                 | 10 de agosto de 2001     | 1     | 1:26   | Atlantic City, Nueva Jersey   | Ganó el Campeonato de Peso Pesado de WMMAA.                                                     |
| Derrota   | 24–6–2  | Kazuyuki Fujita        | TKO (parada del equipo)              | PRIDE 10                                            | 27 de agosto de 2000     | 1     | 6:46   | Saitama                       |                                                                                                 |
| Victoria  | 24–5–2  | Alexander Otsuka       | KO (golpes)                          | PRIDE Grand Prix 2000 Finals                        | 1 de mayo de 2000        | 1     | 9:43   | Tokio                         |                                                                                                 |
| Victoria  | 23–5–2  | Brian Johnston         | Submission (forearm choke)           | Ultimate Ultimate 1996                              | 7 de diciembre de 1996   | 1     | 5:48   | Birmingham, Alabama           |                                                                                                 |
| Derrota   | 22–5–2  | Dan Severn             | Decisión (dividida)                  | UFC 9                                               | 17 de mayo de 1996       | 1     | 30:00  | Detroit, Míchigan             | Perdió el Campeonato UFC Superfight.                                                            |
| Victoria  | 22–4–2  | Kimo Leopoldo          | Sumisión (kneebar)                   | UFC 8                                               | 16 de febrero de 1996    | 1     | 4:24   | Bayamón                       | Defendió el Campeonato UFC Superfight.                                                          |
| Victoria  | 21–4–2  | Kazuo Takahashi        | Decisión (pérdida de puntos)         | Pancrase: Truth 1                                   | 28 de enero de 1996      | 1     | 20:00  | Yokohama                      |                                                                                                 |
| Victoria  | 20–4–2  | Katsuomi Inagaki       | Sumisión (arm-triangle choke)        | Pancrase: Eyes of Beast 7                           | 14 de diciembre de 1995  | 1     | 3:19   | Sapporo                       |                                                                                                 |
| Empate    | 19–4–2  | Oleg Taktarov          | Empate                               | UFC 7                                               | 8 de septiembre de 1995  | 1     | 33:00  | Buffalo, Nueva York           | Retuvo el Campeonato UFC Superfight. La pelea fue declarada empate debido a la falta de jueces. |
| Victoria  | 19–4–1  | Larry Papadopoulos     | Sumisión (achilles lock)             | Pancrase: 1995 Neo-Blood Tournament Opening Round   | 22 de julio de 1995      | 1     | 2:18   | Tokio                         |                                                                                                 |
| Victoria  | 18–4–1  | Dan Severn             | Sumisión (guillotine choke)          | UFC 6                                               | 14 de julio de 1995      | 1     | 2:14   | Casper, Wyoming               | Ganó el Campeonato UFC Superfight.                                                              |
| Derrota   | 17–4–1  | Minoru Suzuki          | Sumisión (kneebar)                   | Pancrase: Eyes of Beast 4                           | 13 de mayo de 1995       | 1     | 2:14   | Urayasu                       | Perdió el Campeonato de Peso Libre de Pancrase.                                                 |
| Empate    | 17–3–1  | Royce Gracie           | Empate                               | UFC 5                                               | 7 de abril de 1995       | 1     | 36:00  | Charlotte, Carolina del Norte | Por el Campeonato UFC Superfight. La pelea fue declarada empate debido a la falta de jueces.    |
| Victoria  | 17–3    | Bas Rutten             | Sumisión (kneebar)                   | Pancrase: Eyes of Beast 2                           | 10 de marzo de 1995      | 1     | 1:01   | Yokohama                      | Defendió el Campeonato de Pancrase.                                                             |
| Victoria  | 16–3    | Leon van Dijk          | Sumisión (heel hook)                 | Pancrase: Eyes of Beast 1                           | 26 de enero de 1995      | 1     | 4:45   | Nagoya                        |                                                                                                 |
| Victoria  | 15–3    | Manabu Yamada          | Decisión (unánime)                   | Pancrase: King of Pancrase Tournament Second Round  | 17 de diciembre de 1994  | 1     | 30:00  | Tokio                         | Ganó el Campeonato inaugural de Peso Libre de Pancrase.                                         |
| Victoria  | 14–3    | Masakatsu Funaki       | Sumisión (arm-triangle choke)        | Pancrase: King of Pancrase Tournament Second Round  | 17 de diciembre de 1994  | 1     | 5:50   | Tokio                         |                                                                                                 |
| Victoria  | 13–3    | Maurice Smith          | Sumisión (arm-triangle choke)        | Pancrase: King of Pancrase Tournament Opening Round | 16 de diciembre de 1994  | 1     | 4:23   | Tokio                         |                                                                                                 |
| Victoria  | 12–3    | Alex Cook              | Sumisión (heel hook)                 | Pancrase: King of Pancrase Tournament Opening Round | 16 de diciembre de 1994  | 1     | 1:31   | Tokio                         |                                                                                                 |
| Victoria  | 11–3    | Takaku Fuke            | Sumisión (rear-naked choke)          | Pancrase: Road to the Championship 5                | 15 de octubre de 1994    | 1     | 3:13   | Tokio                         |                                                                                                 |
| Victoria  | 10–3    | Felix Mitchell         | Sumisión (rear-naked choke)          | UFC 3                                               | 9 de septiembre de 1994  | 1     | 4:34   | Charlotte, Carolina del Norte |                                                                                                 |
| Victoria  | 9–3     | Christophe Leininger   | Sumisión (golpes)                    | UFC 3                                               | 9 de septiembre de 1994  | 1     | 4:49   | Charlotte, Carolina del Norte |                                                                                                 |
| Derrota   | 8–3     | Masakatsu Funaki       | Sumisión (rear-naked choke)          | Pancrase: Road to the Championship 4                | 1 de septiembre de 1994  | 1     | 2:30   | Osaka                         |                                                                                                 |
| Victoria  | 8–2     | Bas Rutten             | Sumisión (rear-naked choke)          | Pancrase: Road to the Championship 3                | 26 de julio de 1994      | 1     | 16:42  | Tokio                         |                                                                                                 |
| Victoria  | 7–2     | Matt Hume              | Sumisión (kimura)                    | Pancrase: Road to the Championship 2                | 6 de junio de 1994       | 1     | 5:50   | Amagasaki                     |                                                                                                 |
| Victoria  | 6–2     | Ryushi Yanagisawa      | Sumisión (heel hook)                 | Pancrase: Pancrash! 3                               | 21 de abril de 1994      | 1     | 7:30   | Osaka                         |                                                                                                 |
| Derrota   | 5–2     | Minoru Suzuki          | Sumisión (heel hook/kneebar)         | Pancrase: Pancrash! 1                               | 19 de enero de 1994      | 1     | 7:37   | Yokohama                      |                                                                                                 |
| Victoria  | 5–1     | Andre van den Oetelaar | Sumisión (heel hook)                 | Pancrase: Yes, We Are Hybrid Wrestlers 4            | 8 de diciembre de 1993   | 1     | 1:04   | Hakata-ku                     |                                                                                                 |
| Derrota   | 4–1     | Royce Gracie           | Sumisión (choke)                     | UFC 1                                               | 12 de noviembre de 1993  | 1     | 0:57   | Denver, Colorado              |                                                                                                 |
| Victoria  | 4–0     | Patrick Smith          | Sumisión (heel hook)                 | UFC 1                                               | 12 de noviembre de 1993  | 1     | 1:49   | Denver, Colorado              |                                                                                                 |
| Victoria  | 3–0     | Takaku Fuke            | Sumisión (rear-naked choke)          | Pancrase: Yes, We Are Hybrid Wrestlers 3            | 8 de noviembre de 1993   | 1     | 0:44   | Kobe                          |                                                                                                 |
| Victoria  | 2–0     | Yoshiki Takahashi      | Sumisión (heel hook)                 | Pancrase: Yes, We Are Hybrid Wrestlers 2            | 14 de octubre de 1993    | 1     | 12:23  | Nagoya                        |                                                                                                 |
| Victoria  | 1–0     | Masakatsu Funaki       | Sumisión (arm-triangle choke)        | Pancrase: Yes, We Are Hybrid Wrestlers 1            | 21 de septiembre de 1993 | 1     | 6:15   | Urayasu                       |                                                                                                 |

### Reglas mixtas
| Resultado | Récord | Oponente           | Método            | Evento             | Fecha                | Ronda | Tiempo | Localización | Notas |
| --------- | ------ | ------------------ | ----------------- | ------------------ | -------------------- | ----- | ------ | ------------ | ----- |
| Victoria  | 1–0    | Don Nakaya Nielsen | Sumisión (kimura) | PWFG Stack of Arms | 4 de octubre de 1992 | 1     | 0:44   | Tokio, Japón |       |

### Kickboxing
| Resultado | Récord | Oponente     | Método           | Evento                            | Fecha              | Asalto | Tiempo | Localización |
| --------- | ------ | ------------ | ---------------- | --------------------------------- | ------------------ | ------ | ------ | ------------ |
| Derrota   | 0–1    | Frank Lobman | KO (patada alta) | Pancrase: Road to Championships 1 | 31 de mayo de 1993 | 2      | -      | Tokio, Japón |